# Corythaixoides personatus
Corythaixoides personatus là một loài chim trong họ Musophagidae.

## Hình ảnh

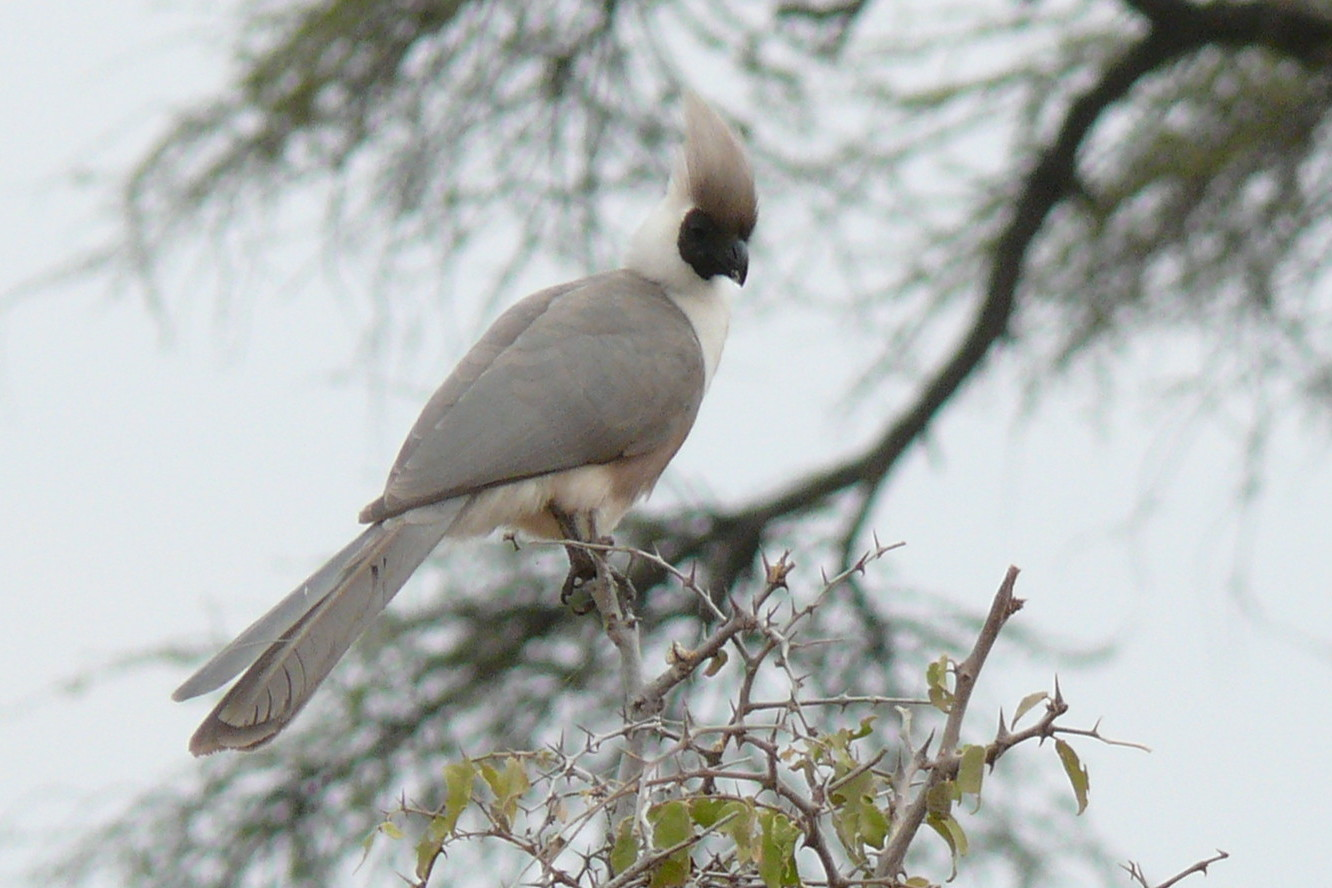
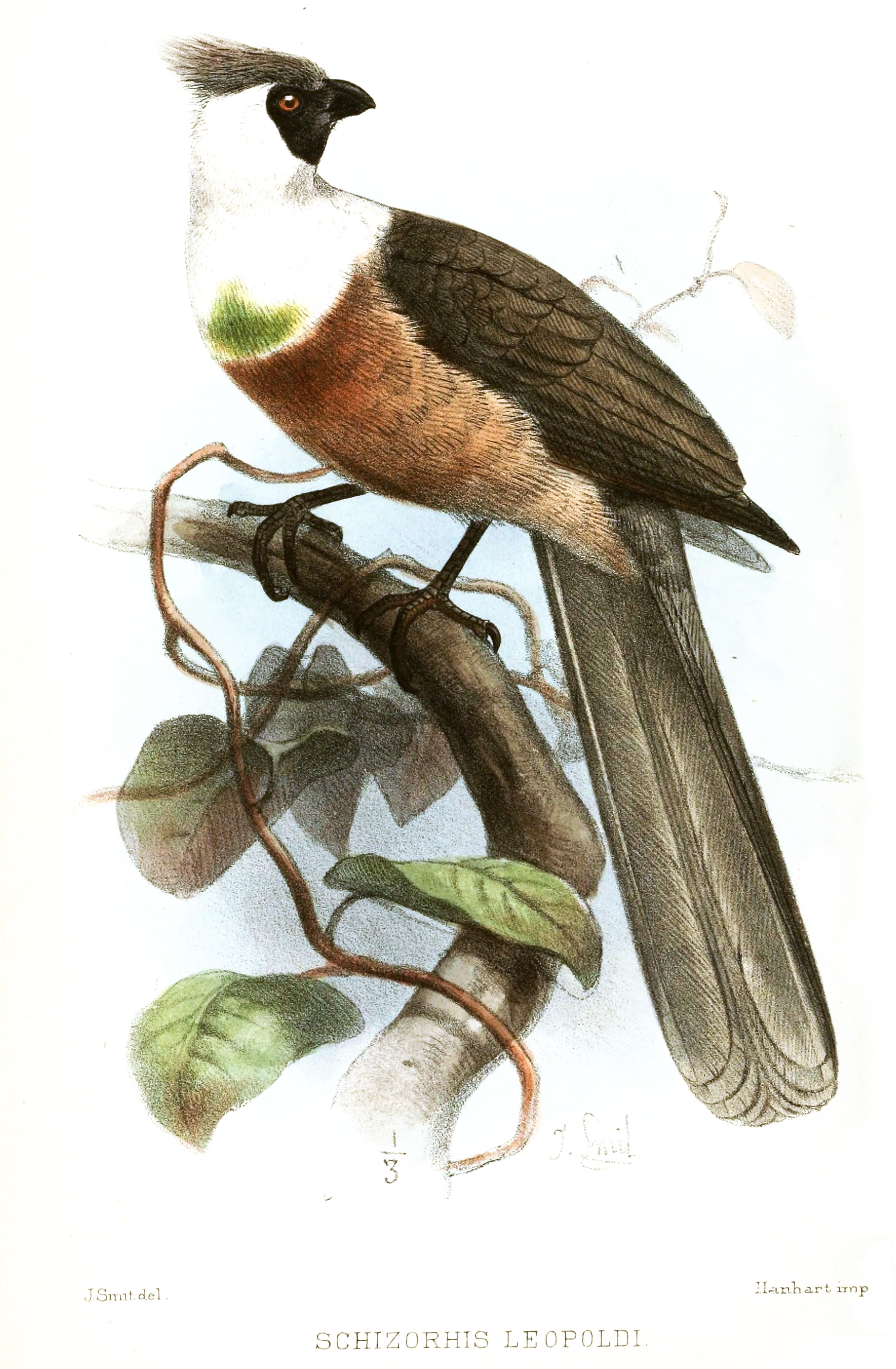
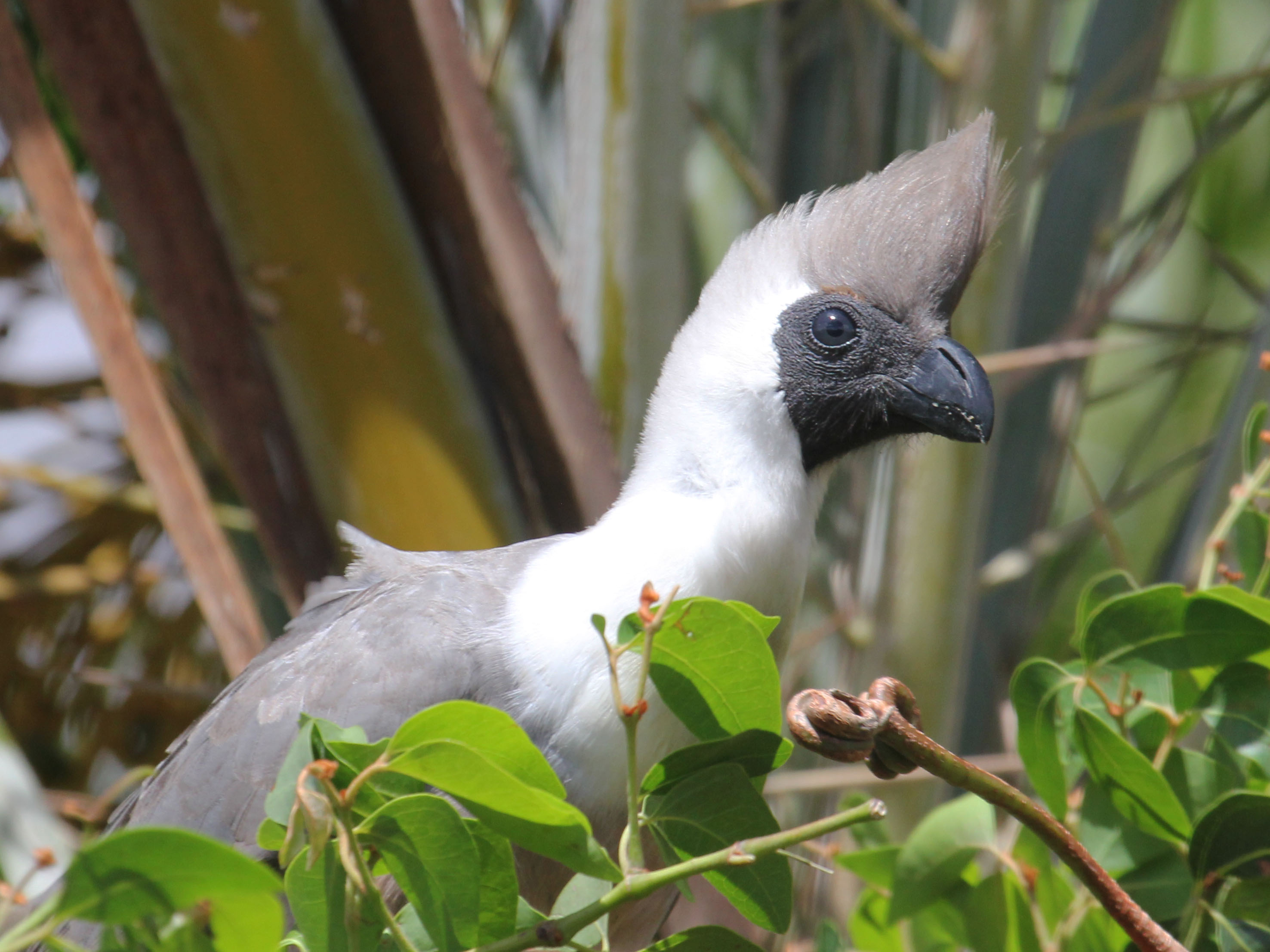
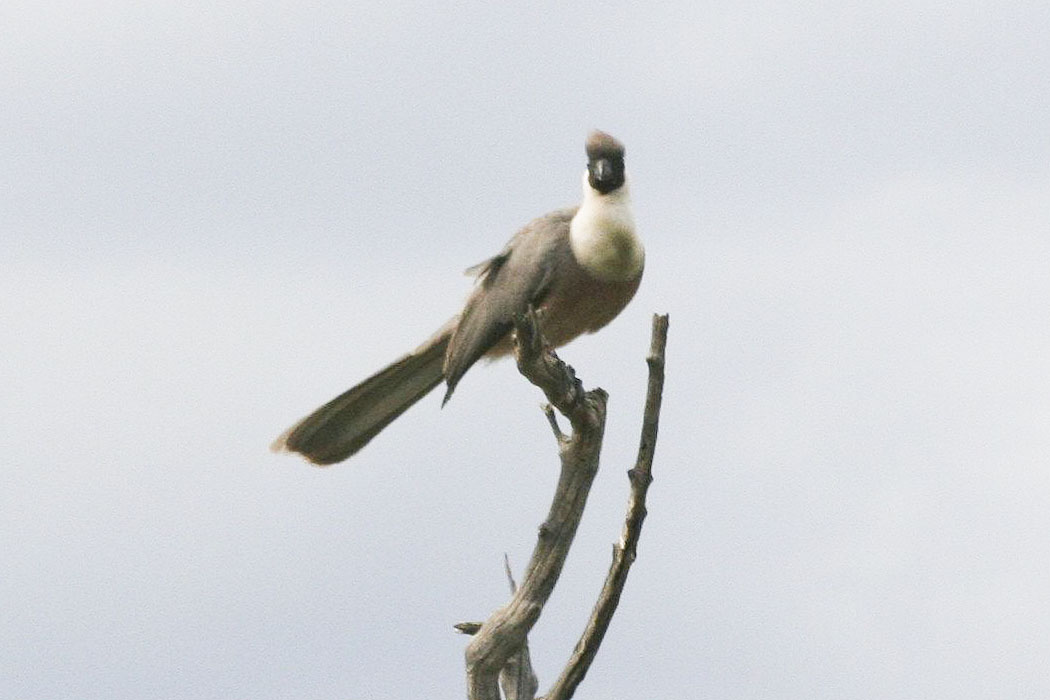